# 又丸站
又丸站（日语：／ Matamaru eki */?）是位於岐阜縣岐阜市又丸，名古屋鐵道揖斐線的鐵道車站（廢站）。此站與鄰站尻毛站都是以奇特的地名而知名。

## 歷史
- 1914年（大正3年）3月29日 - 岐北輕便鐵道忠節站至北方町站（後來名為美濃北方站）之間開通，此站啟用[3][4][5][6]。
- 1921年（大正10年）11月10日 - 岐北輕便鐵道合併至美濃電氣軌道[7]。成為美濃電氣軌道的北方線。
- 1930年（昭和5年）8月20日 - 美濃電氣軌道與名古屋鐵道（第一代。同年中改名為名岐鐵道，在1935年起再改名為名古屋鐵道）合併。成為名古屋鐵道的車站[8][9]。
- 1946年（昭和21年）11月1日前 - 成為無人車站[10]。
- 2005年（平成17年）4月1日 - 揖斐線忠節站至黑野站之間被廢除，此站也被廢除[5][11]。

## 車站構造
截至車站廢除前，此站是地面車站，設有1面1線的單式月台。此站為無人車站。

### 配線圖
| ← 黑野方向      | 又丸站 站內配線略圖 | → 忠節方向 |
| 图例 参考文献： |                     |            |

## 使用狀況
- 在中提及在1992年度，當時1日平均上下車人次為350人，為除岐阜市內線均一車費區間內各站（岐阜市內線、田神線、美濃町線徹明町站至琴塚站之間）外名鐵所有車站（342站）中排名第293，揖斐線、谷汲線之間（24站）排名第11[1]。

## 車站周邊
- 岐阜縣農業綜合研究中心

## 相鄰車站
名古屋鐵道
■揖斐線
■急行·■普通
尻毛－又丸－北方東口
- 在戰前，此站與尻毛站曾經設有川部橋站。

## 注腳
1. 1 2  名古屋鐵道廣報宣傳部（編）. . 名古屋鐵道. 1994: 651–653.
2. ↑  名鉄600V線の廃線を歩く，p.33。
3. ↑  「軽便鉄道運輸開始」《官報》1914年4月9日（國立國會圖書館數碼化資料）
4. ↑  岐阜のチンチン電車 岐阜市内線と美濃町・揖斐・谷汲線の85年，pp.220-230。
5. 1 2 3  “岐阜線”各線停車場一覧 揖斐線，p.144。
6. ↑  《日本鉄道旅行地図帳》7号東海，p.53。
7. ↑  在8月27日已經批准《鉄道省鉄道統計資料. 大正10年度》（國立國會圖書館數碼化收藏）
8. ↑  岐阜のチンチン電車 岐阜市内線と美濃町・揖斐・谷汲線の85年，pp.218。
9. ↑  名古屋鉄道広報宣伝部（編）. . 名古屋鐵道. 1994: 745 （日语）.
10. ↑  名古屋鉄道広報宣伝部（編）. . 名古屋鐵道. 1994: 881 （日语）.
11. ↑  《日本鉄道旅行地図帳》7号東海，p.52。
12. ↑  廃線路線主要駅の今昔 岐阜市内線・揖斐線，p.95。
13. ↑  電氣車研究會（日语：電気車研究会），《鐵道畫刊（日语：鉄道ピクトリアル）》通卷第473號 1986年12月 臨時增刊号 「特集 - 名古屋鐵道」，附圖「名古屋鐵道路線略圖」